# Супергёрл (телесериал)
«Супергёрл» (англ. Supergirl) — американский телевизионный сериал, созданный Грегом Берланти и Warner Bros. Television. Сериал основан на персонаже DC Comics Супергёрл, которая является кузиной Супермена и одной из выживших с планеты Криптон. Главную роль в сериале исполняет Мелисса Бенойст. Сериал является частью «Вселенной Стрелы». Премьера телесериала состоялась на телеканале CBS 26 октября 2015 года.
12 мая 2016 года сериал был продлён на второй сезон, показ которого начал осуществлять телеканал The CW. 8 января 2017 года сериал был продлён на третий сезон. 2 апреля 2018 года сериал был продлён на четвёртый сезон. 1 февраля 2019 года сериал был продлён на пятый сезон. 7 января 2020 года сериал был продлён на шестой сезон, который стал последним.

## Сюжет
Тринадцатилетнюю Кару Зор-Эл отправляют на Землю, так как её родная планета Криптон обречена. Её родители, Зор-Эл и Алура, просят её присмотреть за маленьким кузеном, Кал-Элом(Супермен), которого уже отправили на Землю. Также ей говорят, что под жёлтым солнцем она приобретёт экстраординарные силы.
Однако капсула Кары сбивается с курса в результате взрыва планеты и попадает в Фантомную зону, где девочка находится 24 года, но не стареет ни на день, так как в фантомной зоне время не идёт. К тому времени, когда она наконец попадает на Землю, Кал-Эл уже вырос и стал Суперменом. Так как кузен больше не нуждался в ней, она была взята на попечение семьёй Денверсов, которые и вырастили её как свою родную дочь. Спустя 11 лет после прибытия на Землю она вынуждена использовать свои суперспособности, которые до сих пор скрывала, чтобы спасти свою сводную сестру, после чего неожиданно становится известна как Супергёрл.

## Актёры и персонажи
= Главная роль в сезоне
     = Второстепенная роль в сезоне
     = Гостевая роль в сезоне
     = Не появляется
| Мелисса Бенойст     | Кара Зор-Эл / Кара Дэнверс / Супергёрл                               | 20 | 22 | 23 | 22 | 19 | 18 | 124 |
| Мехкад Брукс        | Джеймс Олсен / Страж                                                 | 20 | 17 | 20 | 22 | 4  | 1  | 84  |
| Кайлер Ли           | Алекс Дэнверс / Стражница                                            | 19 | 22 | 23 | 22 | 19 | 19 | 124 |
| Джереми Джордан     | Уинслоу «Уинн» Шотт-мл.                                              | 20 | 22 | 23 |    | 3  | 1  | 69  |
| Дэвид Хэрвуд        | Дж’онн Дж’онзз / Марсианский охотник / Хэнк Хеншоу / Киборг-Супермен | 19 | 22 | 23 | 20 | 19 | 19 | 122 |
| Калиста Флокхарт    | Кэт Грант                                                            | 20 | 5  | 1  |    |    | 1  | 27  |
| Крис Вуд            | Мон-Эл / Майк Меттьюс                                                |    | 22 | 19 |    | 1  | 1  | 43  |
| Флориана Лима       | Мэгги Сойер                                                          |    | 18 | 5  |    |    |    | 23  |
| Кэти Макграт        | Лена Лютор                                                           |    | 12 | 19 | 20 | 17 | 17 | 85  |
| Одетт Эннэбл        | Рейн / Саманта Ариас                                                 |    |    | 20 |    | 1  |    | 21  |
| Джесси Рат          | Брейниак 5 / Брейни                                                  |    |    | 6  | 21 | 19 | 17 | 63  |
| Николь Мэйнс        | Ниа Нал / Сновидица                                                  |    |    |    | 17 | 14 | 19 | 50  |
| Сэм Уитвер          | Бен Локвуд / Агент Свобода                                           |    |    |    | 17 | 1  |    | 18  |
| Эйприл Паркер Джонс | полковник Лорен Хейли                                                |    |    |    | 12 |    |    | 12  |
| Андреа Брукс        | Ева Тешмахер                                                         |    | 6  | 6  | 13 | 12 | 2  | 39  |
| Ази Тесфаи          | Келли Олсен / Хранительница                                          |    |    |    | 7  | 17 | 14 | 38  |
| Ламоника Гарретт    | Мар Нову / Монитор                                                   |    |    |    | 3  | 2  |    | 5   |
| Джули Гонсало       | Андреа Рохас / Акрата                                                |    |    |    |    | 15 | 15 | 30  |
| Стаз Наир           | Уильям Дей                                                           |    |    |    |    | 16 | 12 | 28  |
| Пета Сержант        | Никсли                                                               |    |    |    |    |    | 15 | 15  |
| Всего эпизодов      | Всего эпизодов                                                       | 20 | 22 | 23 | 22 | 19 | 20 | 126 |

## Производство

### Задумка и развитие идеи
Студия Warner Bros. Television планировала создать новый сериал, сюжет которого вращался бы вокруг приключений Супергёрл. Новый проект должен был быть представлен к сентябрю 2014 года. Исполнительными продюсерами стали Грегом Берланти (также занимающийся производством сериалов «Стрела» и «Флэш»), Али Адлер, также назначенный главным сценаристом, и Сару Шечтер из студии Berlanti Productions. Как ожидалось, в команду создателей также войдёт представитель DC Comics Джефф Джонс. Вскоре после этого Берланти объявил о том, что «Супергёрл» официально находится в производстве и создатели планируют запустить сериал на одном из кабельных телеканалов. 20 сентября 2014 года стало известно, что CBS заказали пилотный эпизод
, премьера которого состоится осенью 2015 года и, как следствие, он станет частью телесезона 2015—2016 гг. В январе 2015 года президент CBS Entertainment Нина Тэсслер раскрыла информацию о том, что новое шоу скорее всего будет в формате процедурала: «Будут конкретные преступления, но в то же время Али Адлер и Грег Берланти написали общую сюжетную линию для всего сезона. Прелесть этого в том, что, как показали проекты „Хорошая жена“ и „Мадам госсекретарь“, шоу с последовательным сюжетом в таком случае всегда можно преобразовать в истории из разряда „случай недели“. Она (то есть Супергёрл) — борец с преступностью, таким образом она сталкивается с необходимостью раскрывать преступления».
В том же январе 2015 года издание The Hollywood Reporter напечатало на своих страницах, что роль супергероини досталась актрисе Мелиссе Бенойст. Позднее Бенойст призналась, что пробы были «долгим, слишком затянувшимся, трёхмесячным процессом». Она была первой, в ком создатели видели Супергёрл, на эту роль также рассматривали Клэр Холт и Джемму Аткинсон. В марте 2015 года Блэйк Нилли, пишущий музыку для сериалов Вселенной Стрелы, был назначен композитором «Супергёрл». CBS официально заказал производство первого сезона 6 мая 2015 года, премьера которого была запланирована на ноябрь 2015, а позднее была перенесена на 26 октября 2015 года. 8 и 11 июля 2015 года пилотный эпизод был показан на San-Diego Comic-Con International, однако ещё 22 мая он появился в свободном доступе в интернете, став жертвой онлайн-пиратства. В июле 2015 года Али Адлер на вопрос о том, насколько персонаж Супермена будет влиять на шоу, ответил следующим образом: «По нашей задумке, это будет похоже на влияние персонажа президента на главную героиню сериала „Вице-президент“. Именно путь персонажа Джулии Луи-Дрейфус дал нам наибольшее вдохновение. Всё же это шоу о Супергёрл, и мы хотим показать образ Супермена с её точки зрения». 30 ноября 2015 года телеканал CBS заказал 7 дополнительных эпизодов, увеличив таким образом общее количество эпизодов до 20.
12 мая 2016 года сериал был продлён на второй сезон из 22 эпизодов, однако переместился с CBS на The CW. В результате место съёмок было перенесено из Лос-Анджелеса в Ванкувер, а контракт с Калистой Флокхарт (исполнительницей роли Кэт Грант) было решено пересмотреть, так как актриса имеет возможность работать только в окрестностях Лос-Анджелеса. Президент The CW Марк Педовиц заверил зрителей. что Флокхарт всегда будет у них на примете и что «мы всегда будем рады видеть её [в любом качестве]». Впоследствии обе стороны пришли к компромиссу: персонаж Кэт Грант будет появляться в шоу лишь периодически, чтобы Флокхарт могла приезжать на съёмки в Ванкувер раз в несколько недель. Премьера нового сезона была запланирована на октябрь 2016.

### Костюм

Дизайн костюма Супергёрл является современным взглядом на классический вариант из комиксов

Костюмом для Супергёрл занималась дизайнер Колин Этвуд, которая также разрабатывала костюмы Стрелы и Флэша для одноимённых сериалов. По словам Беноист она видела, как одевается её героиня в современных комиксах, и призналась, что «микро-размер» юбки в дизайне Майка Тёрнера (художника комиксов) выглядит «немного пугающе,… но это хорошо. Я люблю выделяться». 6 марта 2015 года в сети появились промо-фото актрисы, одетой в костюм Супергёрл. Этвуд призналась, что при разработке внешнего вида отталкивалась от того, чтобы «отдать дань прошлому,… но что ещё более важно, показать действующего героя, предпочитающего современный уличный стиль». Позднее Этвуд добавила некоторые детали, в том числе золотистый пояс.
В серии «Человек на день» Марсианский охотник раскрывает свой супергеройский облик. Костюм тогда был разработан исключительно на компьютере, однако создатели попросили дизайнера создать также настоящий костюм и для него с целью использовать его в более поздних сериях с этим супергероем. Как позднее призналась Этвуд, это был один из самых сложных их проектов.
Отзывы по поводу нового костюма были довольно неоднозначными. Натали Абрамс из Entertainment Weekly написала, что дизайн выгодно отличается от ранее виденного. В частности Абрамс положительно отозвалась о том, что художники по костюмам не стали оголять живот супергероини, как это сделал Майк Тёрнер в комиксах, а также добавили такие элементы как чулки и высокие сапоги. Кроме того, критик сравнила новый костюм с костюмом Супермена, который носил Генри Кавилл в фильме «Человек из стали» и особо отметила золотистый пояс и решение наконец покончить с яркой сине-красной цветовой гаммой. Эндрю Дайс, пишущий для Screen Rant, нашёл, что новый костюм превосходно соблюдает баланс между стариной и современным стилем. Washington Post похвалили Этвуд за умение взять «мульт[яшные] оттенки» и подобрать соответствующие им тёмные тона.
E! Онлайн, наоборот, были не слишком впечатлены дизайном Этвуд и назвали его «дешёвым костюмом на Хэллоуин» с поблекшими цветами и неудачной попыткой дизайнеров воссоздать «грубый, „уличный“ стиль». TV Guide присоединился к предыдущему отзыву, отметив, что на промо-фото Беноист в своих высоких сапогах и плисированной юбке выглядит как «модель, рекламирующая бюджетный костюм для Хэллоуина».

### Съёмки
В феврале 2015 года стало известно, что к съёмочной группе в качестве одного из сценаристов и исполнительных продюсеров присоединился Эндрю Крайсберг, а режиссёром пилотного эпизода, как и в случае со «Стрелой», «Флэшем» и «Тайнами Смолвилля», назначен Глен Уинтер. Съёмки пилотного эпизода проходили в Лос-Анджелесе с 4 по 29 марта 2015 года. Среди мест съёмок был павильон, принадлежащий Warner Bros. и в котором ранее снимался сериал «Лоис и Кларк: Новые приключения Супермена». Стоимость каждого эпизода составляла примерно 3 миллиона долларов, что делало шоу «Супергёрл» одним из самых затратных новых проектов.
После того, как шоу было продлено на второй сезон и передано телеканалу The CW, место съёмок переместилось в Ванкувер. Одной из причин этого была необходимость снизить затраты на съёмочный процесс, из-за которой CBS отказалось продлевать шоу в своей собственной сети.

## Эпизоды
| Сезон | Серии | Серии | Даты показа     | Даты показа     | Даты показа | Ранк | Среднее кол-во зрителей (в миллионах) |
| Сезон | Серии | Серии | Первая серия    | Последняя серия | Канал       | Ранк | Среднее кол-во зрителей (в миллионах) |
| ----- | ----- | ----- | --------------- | --------------- | ----------- | ---- | ------------------------------------- |
| 1     | 20    | 20    | 26 октября 2015 | 18 апреля 2016  | CBS         | 39   | 9.81                                  |
| 2     | 22    | 22    | 10 октября 2016 | 22 мая 2017     | The CW      | 129  | 3.12                                  |
| 3     | 23    | 23    | 9 октября 2017  | 18 июня 2018    | The CW      | 154  | 2.82                                  |
| 4     | 22    | 22    | 14 октября 2018 | 19 мая 2019     | The CW      | 169  | 1.67                                  |
| 5     | 19    | 19    | 6 октября 2019  | 17 мая 2020     | The CW      | 118  | 1.58                                  |
| 6     | 20    | 20    | 30 марта 2021   | 9 ноября 2021   | The CW      | 140  | 1.17                                  |

## Трансляция
Сериал стартовал 26 октября 2015 года и выходил по понедельникам, прямо против другого сериала DC Comics — «Готэм» на Fox.
Из-за терактов в Париже 13 ноября 2015 года пятый эпизод «Как она это делает?», первоначально запланированный к показу 16 ноября 2015 года, был заменён в графике по причине содержания эпизода, похожего на террористические атаки. В эфире он был заменён серией «Под напряжением», которая первоначально должна была выйти на экраны 23 ноября 2015 в качестве пятого эпизода. В эту дату позднее вышел «Как она это делает?», став пятым эпизодом сериала.
В Канаде премьера сериала была одновременно с американским вещанием, в то время как в Великобритании премьера состоялась на 3 дня позже — 29 октября 2015 года. В России первый показ состоялся на СТС 5 декабря 2015 года. В Австралии сериал вышел на экраны 6 декабря 2015 года.

## Восприятие
Отзывы
На сайте Rotten Tomatoes пилотный эпизод сериала получил 97 % положительных отзывов и среднюю оценку 7,6/10 на основе 66 обзоров. Оценка сопровождалась следующей припиской: «Мелисса Беноист просто блистает как храбрая маленькая кузина Супермена в сериале „Супергёрл“, семейной адаптации комиксов, убивающей в сердце всякий цинизм». Сайт Metacritic, использующий среднюю оценку голосующих, поставил первому сезону 75 из 100 на основе 33 обзоров, что приблизительно соответствует понятию «в целом положительных отзывов». Клифф Уитли из IGN дал премьере 7/10, особенно отметив актёрскую игру Мелиссы Бенойст и забавные отсылки к мифологии Супермена..
Второй сезон получил на Rotten Tomatoes 100 % положительных отзывов и оценку 8,3/10 на основе 20 обзоров. Согласно консенсусу «появление более известного кузена в „Супергёрл“ никоим образом не умаляет актёров основного состава сериала, они по прежнему демонстрируют силу, активное участие и взаимосвязь». Metacritic в свою очередь поставил сезону оценку 81 из 100 на основе 4 обзоров, что соответствует «всеобщему признанию».
Рейтинг
| Сезон | Таймслот (EST)    | Канал | Эпизодов | Премьера              | Премьера             | Финал               | Финал                | ТВ-сезон | Ранг | В среднем зрителей (миллионов) | В среднем (18–49) |
| Сезон | Таймслот (EST)    | Канал | Эпизодов | Дата                  | Зрителей (миллионов) | Дата                | Зрителей (миллионов) | ТВ-сезон | Ранг | В среднем зрителей (миллионов) | В среднем (18–49) |
| ----- | ----------------- | ----- | -------- | --------------------- | -------------------- | ------------------- | -------------------- | -------- | ---- | ------------------------------ | ----------------- |
| 1     | понедельник 20:00 | CBS   | 20       | 26 сентября 2015 года | 12,96                | 18 апреля 2016 года | 6,11                 | 2015-16  | 39   | 9,81                           | 2,4               |
| 2     | понедельник 20:00 | CW    | 22       | 10 октября 2016 года  | 3,06                 | TBD                 | TBD                  | 2016-17  | TBD  | TBD                            | TBD               |

Награды и номинации
| Год  | Награда                | Номинация                                | Номинант         | Результат |
| ---- | ---------------------- | ---------------------------------------- | ---------------- | --------- |
| 2015 | «Выбор телекритиков»   | Самый захватывающий новый сериал         | «Супергёрл»      | Победа    |
| 2016 | People's Choice Awards | Лучшая новая ТВ-драма                    | «Супергёрл»      | Победа    |
| 2016 | «Сатурн»               | Лучший сериал на супергеройскую тематику | «Супергёрл»      | Номинация |
| 2016 | «Сатурн»               | Прорыв года                              | Мелисса Бенойст  | Победа    |
| 2016 | «Сатурн»               | Лучшая телеактриса                       | Мелисса Бенойст  | Номинация |
| 2016 | «Сатурн»               | Лучшая телеактриса второго плана         | Калиста Флокхарт | Номинация |
| 2016 | «Сатурн»               | Лучшая гостевая роль в телесериале       | Лаура Бенанти    | Номинация |
| 2016 | «Выбор подростков»     | Самый увлекательный сериал               | «Супергёрл»      | Номинация |
| 2017 |                        |                                          |                  |           |
| 2018 |                        |                                          |                  |           |
| 2019 | «Сатурн»               | Лучший супергеройский телесериал         | «Супергёрл»      |           |
| 2019 | «Сатурн»               | Лучшая телеактриса                       | Мелисса Бенойст  |           |
| 2019 | «Сатурн»               | Лучший телеактёр второго плана           | Дэвид Хэрвуд     |           |
| 2019 | «Сатурн»               | Лучшая гостевая роль в телесериале       | Джон Крайер      |           |

## Кроссоверы
В ноябре 2014 года Берланти высказал заинтересованность в создании кроссоверов между сериалами Вселенной Стрелы и «Супергёрл», а в январе 2015 года президент The CW Марк Педовиц сказал, что всегда открыт для предложений по объединению этих вселенных. Однако Нина Тэслер в интервью заявила, что не планирует делать кроссоверы между сериалами сестринских телевизионных сетей, по крайней мере, на раннем этапе: «Эти два шоу транслируются различными телесетями. Поэтому, на мой взгляд, некоторое время нам стоит попридержать Супергёрл у себя». Тем не менее в августе 2015 года Тэсслер раскрыла, что, несмотря на то, что кроссоверов не планируется в сюжете «Стрелы», «Флэша» и «Супергёрл», они, скорее всего, будут в рекламной кампании этих сериалов.
Как признался Педовиц, после того, как он был вынужден в середине 2014 года отдать «Супергёрл» коллегам из CBS, он очень сильно пожалел об этом; «Мы тогда ещё даже не выпустили „Флэша“ и просто не готовы были взять ещё один проект по комиксам DC. В глубине души мы чувствовали, что должны были это сделать… Иногда терять большие проекты нелегко». В январе 2016 года, во время пресс-тура Ассоциации телевизионных критиков, президент The CW, отметил, что они всё ещё готовы сделать кроссовер, если создатели сериалов сочтут это возможным , в то время как Берланти признался, что, хоть и не было никаких официальных переговоров на эту тему, он уже определил для себя как будет выглядеть кроссовер. Шоураннер также добавил, что это серия вероятно выйдет в течение первого сезона «Супергёрл» «через месяц или около того». Гленн Геллер, сменивший Нину Тэсслер на посту президента CBS сказал следующее: «Я по-настоящему должен быть осторожным с тем, что говорю. Наблюдайте. ждите и будь что будет».
4 февраля 2016 года было официально объявлено, что Флэш из одноимённого сериала появится в восемнадцатой серии первого сезона сериала «Супергёрл», «Лучшие в мирах», премьера которой запланирована на 28 марта 2016 года. Хотя создатели не раскрывали подробностей о сюжете, Росс Э. Линкольн, пишущий для Deadline.com, отметил в своей статье, что «единственно возможной вселенской причиной» возникновения кроссовера является способность Барри Аллена путешествовать между измерениями, таким образом Земля, на которой живёт Супергёрл, является одним из многочисленных миров Мультивселенной. Эпизод «Флэша» «Добро пожаловать на Землю-2» подтвердил эту информацию: при путешествии между мирами можно заметить Бенойст в костюме Супергёрл. Марк Гуггенхайм, один из создателей телесериала «Стрела», пошутил, сказав, что все события сериала происходят на некой «Земле CBS».
В перерыве между некоторыми событиями второго сезона Супергёрл попадёт во Вселенную Стрелы с целью помочь справиться с событиями эпизода пятого сезона «Стрелы», «Вторжения», и его двух продолжений (в сериалах «Легенды завтрашнего дня» и «Флэш» соответственно). Также позднее выйдет ещё два кроссовера «Флэша» и «Супергёрл», на этот раз в формате мюзикла, и как обещают создатели, кроме каверов на известные песни, в них можно будет услышать по крайней мере по одной оригинальной композиции для каждого сериала.

### Спин-офф
18 октября 2018 года появилась информация о том, что возможно предстоящий кроссовер проектов Вселенной Стрелы «Иные миры» готовит почву не только для потенциального сериала о Бэтвумен, но и для отдельного сериала о Супермене. Кузен Девушки из Стали уже появлялся в нескольких сериях «Супергёрл» в исполнении актёра Тайлера Хёклина. Кроме того, он должен сыграть значительную роль во всех трёх частях предстоящего кроссовера. Также в «Иных мирах» впервые для сериалов The CW появится Лоис Лейн, роль которой досталось Битси Таллок.
В 2019 году производство спин-оффа было утверждено и стало известно, что сериал будет называться «Супермен и Лоис».

## Другие издания
Комиксы
В июле 2015 года четырёхстраничный предварительный комикс под названием Sister Act (с англ. — «Роль сестры»), написанный Али Адлером, Грегом Берланти и Эндрю Крейсбергом, был выпущен в цифровом виде, а затем днем позже в сентябрьском выпуске TV Guide.
В начале января 2016 года DC Comics анонсировали выход серии комиксов под названием Adventures of Supergirl (с англ. — «Приключения Супергёрл»). Всего запланировано 13 выпусков, которые будут выходить дважды в неделю. Сценаристом стал Стерлинг Гейтс, в то время как отрисовкой кадров занималась команда художников, включающая Бенгала, Джонбоя Мейерса, Эмануэллу Люпаччино и Эмму Вичелли. События комикса будут слабо связаны с сериалом, несмотря на то, что они будут происходить в той же вселенной.
Новеллы
В ноябре 2017 года Abrams Books начала издавать новую трилогию новелл о Супергёрл, написанную Джо Уитмор и направленную на читателей среднего класса в тандеме с аналогичной трилогией рассказов про Флэша. Первая новелла под названием Supergirl: Age of Atlantis (с англ. — «Супергерл: Эра Атлантиды») была выпущена 7 ноября 2017 года и рассказывает о Супергёрл, имеющей дело с всплеском новых усиленных людей в Нэшнл-Сити, а также таинственным гуманоидным морским существом, захваченным DEO, которое, по-видимому, привлекает сверхсильных людей. Сиквел, Supergirl: Curse of the Ancients (с англ. — «Супергерл: Проклятие древних»), был выпущен 1 мая 2018 года вместе с третьим романом под названием Supergirl: Master of Illusion (с англ. — «Супергерл: Мастер иллюзий»), выпущенным 8 января 2019 года.
Путеводитель
Путеводитель по сериалу, опубликованный Абрамсом, был выпущен 12 марта 2019 года. Supergirl: The Secret Files of Kara Danvers: The Ultimate Guide to the Hit TV Show (с англ. — «Супергерл: Секретное досье Кары Дэнверс: Полное руководство по популярному телешоу») содержит «подробные анкеты персонажей и их сверхспособностей, галерею героев и злодеев, руководство по эпизодам и многое другое» из первых трех сезонов сериала.
Видеоигры
В видеоигре Lego DC Super-Villains есть DLC «DC Super Heroes: TV Series DLC Character Pack», вдохновленное «Супергёрл». Пакет DLC включает в себя Супергёрл в качестве играбельного персонажа.

## Издания на DVD и Blu-Ray
| Супергёрл: Полный первый сезон | | | | | |
| Информация об издании | Информация об издании | Дополнительный контент | Дополнительный контент | Дополнительный контент | Дополнительный контент |
| - 20 эпизодов - Набор из 5 (DVD) или 3 дисков (Blu-Ray) - Английская звуковая дорожка в Dolby Digital 5.1 Surround - Специальные английские субтитры для людей со слабым слухом (SDH) - английские, французские и испанские субтитры | - 20 эпизодов - Набор из 5 (DVD) или 3 дисков (Blu-Ray) - Английская звуковая дорожка в Dolby Digital 5.1 Surround - Специальные английские субтитры для людей со слабым слухом (SDH) - английские, французские и испанские субтитры | - «Супергёрл» на San-Diego Comic-Con 2015 - Вырезанное - Забавные происшествия - 2 мини-эпизода («Человек с Марса» и «Криптон: Мир, оставленный позади») | - «Супергёрл» на San-Diego Comic-Con 2015 - Вырезанное - Забавные происшествия - 2 мини-эпизода («Человек с Марса» и «Криптон: Мир, оставленный позади») | - «Супергёрл» на San-Diego Comic-Con 2015 - Вырезанное - Забавные происшествия - 2 мини-эпизода («Человек с Марса» и «Криптон: Мир, оставленный позади») | - «Супергёрл» на San-Diego Comic-Con 2015 - Вырезанное - Забавные происшествия - 2 мини-эпизода («Человек с Марса» и «Криптон: Мир, оставленный позади») |
| Даты выхода на DVD | | | | | |
| Регион 1 | Регион 1 | Регион 2 | Регион 2 | Регион 4 | Регион 4 |
| 9 августа 2016 года | 9 августа 2016 года | 25 июля 2016 года | 25 июля 2016 года | 27 июля 2016 года | 27 июля 2016 года |